# Kabbia
Kabbia là một tỉnh của Chad ở vùng Mayo-Kebbi Est, một vùng của Chad với thủ phủ là Gounou Gaya.

## Hành chính
Tỉnh gồm 3 phó tỉnh (sous-préfectures):
- Berem
- Djodo Gassa
- Gounou Gaya